# Onchotelson brevicaudatus
Onchotelson brevicaudatus là một loài chân đều trong họ Phreatoicidae. Loài này được Smith miêu tả khoa học năm 1909.